# 和欧混植
和欧混植（わおうこんちょく、わおうこんしょく）とは、和文と欧文を混在する組版のこと。また、組版すること。
現代のフルセットの和文活字の場合、通常はアルファベットも含まれており、当然、その仮名漢字と組み合わせたとき、最も自然なデザインとなっている。だが、このアルファベットは、主として和文中に出現する記号としてデザインされており、欧文に使う文字としてデザインされているわけではない。例えば、全角や半角といった固定幅でデザインされ、ベースラインも和文に揃えてある。和文用の書体で、段落の長さを組むと違和感が多くなる。
欧文の単語や文章といったものを和文に混在させる場合、いくつかの検討課題がある。例えば、その和文活字に混在させても違和感の少ない欧文活字を使うのか、それとも特定の活字を使うのか、また、ベースラインを調整するのか否かなどである。和文のテイストと欧文のテイストをどのように調和させるかは高度な技術である。組版工にはかなりの知識や経験が必要とされる。そのため、和文と欧文を混在させる組版を、特に、和欧混植と呼ぶ。
欧文と和文との間、和欧文間の設定についても課題がある。

## 関連カテゴリ
- 学術出版
- 欧文組版
- 多言語組版
- Typesetting
- Style guide